# Torneo de Charleston 2016
El Family Circle Cup 2016 fue un evento de tenis WTA Premier en la rama femenina. Se disputó en Estados Unidos, en el Family Circle Tennis Center de Daniel Island, Charleston, Carolina del Sur. Fue el único torneo en el año de la temporada de polvo de ladrillo que se disputó con arcilla verde. Forma parte de un conjunto de eventos que hacen de antesala a la gira europea que culmina en Roland Garros, entre el 4 de abril y el 10 de abril del 2016 en los cuadros principales femeninos. La etapa de clasificación se disputó desde el 2 de abril.

## Cabezas de serie

### Individuales Femeninos
| Tenista             | Ranking | Preclasificada |
| Angelique Kerber    | 3       | 1              |
| Eugenie Bouchard    | 7       | 1              |
| Belinda Bencic      | 10      | 2              |
| Venus Williams      | 13      | 3              |
| Lucie Šafářová      | 15      | 4              |
| Sara Errani         | 18      | 5              |
| Andrea Petković     | 21      | 6              |
| Sloane Stephens     | 22      | 7              |
| Madison Keys        | 24      | 8              |
| Jelena Janković     | 26      | 9              |
| Samantha Stosur     | 27      | 10             |
| Kristina Mladenovic | 29      | 11             |
| Daria Gavrilova     | 34      | 12             |
| Irina-Camelia Begu  | 35      | 13             |
| Daria Kasatkina     | 36      | 14             |
| Sabine Lisicki      | 37      | 15             |
| Misaki Doi          | 44      | 16             |
| Eugenie Bouchard    | 45      | 17             |

- Ranking del 21 de marzo de 2016

### Dobles Femeninos
| Tenista                              | Ranking | Preclasificada |
| Bethanie Mattek-Sands Lucie Šafářová | 11      | 1              |
| Andrea Hlaváčková Lucie Hradecká     | 21      | 3              |
| Caroline Garcia Kristina Mladenovic  | 26      | 2              |
| Raquel Atawo Abigail Spears          | 46      | 4              |

## Campeonas

### Individuales femeninos
Sloane Stephens venció a  Yelena Vesnina por 7-6(4), 6-2

### Dobles femenino
Caroline Garcia /  Kristina Mladenovic vencieron a  Bethanie Mattek-Sands /  Lucie Šafářová por 6-2, 7-5